# Walter Hilbrands
Walter Hilbrands (* 5. Juli 1965 in Weener) ist ein deutscher evangelischer Theologe evangelikaler Ausrichtung. Sein Schwerpunkt liegt auf dem Alten Testament. Seit 2016 ist er Dekan der Freien Theologischen Hochschule in Gießen.

## Leben und akademische Karriere
Walter Hilbrands wurde am 5. Juli 1965 im ostfriesischen Weener geboren. Er absolvierte im Jahr 1985 das Abitur am Ubbo-Emmius-Gymnasium in Leer und studierte anschließend von 1986 bis 1995 Evangelische Theologie in Krelingen, Gießen und an der Protestantse Theologische Universiteit im niederländischen Kampen. Dort war er noch bis 2005 als Assistent bei Professor Cornelis Houtman tätig. Von 1995 bis 1998 unterrichtete Hilbrands das Fach Altes Testament an der Bibelschule in Kirchberg an der Jagst.
Im Jahr 1998 wurde er als Dozent für Altes Testament und Hebräische Sprache an die FTH Gießen berufen, deren Abteilung Altes Testament er heute leitet. Seine Forschungsschwerpunkte liegen bei den Themenbereichen Urgeschichte, Kohelet und Exegetische Methodik. Mit der Arbeit Heilige oder Hure? Die Rezeptionsgeschichte von Juda und Tamar (Genesis 38) von der Antike bis zur Reformationszeit wurde er im Jahr 2005 an der Protestantse Theologische Universiteit Kampen zum Doktor der Theologie promoviert.
Nachdem Hilbrands ab 2007 bereits als Studiendekan an der FTH Gießen tätig gewesen war, wurde er im Jahr 2016 zum Dekan der Hochschule ernannt.
Neben seiner Lehrtätigkeit war Hilbrands als Autor oder Herausgeber an zahlreichen theologischen Publikationen beteiligt. Er verfasste mehrere Beiträge zum Wissenschaftlichen Bibellexikon im Internet sowie diverse Schriften zu alttestamentlichen Themen. Nachdem er seit 2000 bereits die Rezensionen zum Alten Testament betreut hatte, war er von 2009 bis 2025 Redakteur des Rezensionsteils des Jahrbuchs für Evangelikale Theologie (JETh). Seit der Umstellung 2017 auf ein Online-Format war er Gesamtredakteur der AfeT-Rezensionen. Er selbst hat 30 Rezensionen in JETh bzw. den AfeT-Rezensionen geschrieben.
Seit mehr als 30 Jahren ist Hilbrands Mitglied im Arbeitskreis für evangelikale Theologie (AfeT) und nimmt gemeinsam mit anderen eine leitende Funktion in dessen Facharbeitsgruppe „Altes Testament“ (FAGAT) wahr. Er gehört dem europäischen Netzwerk Fellowship of European Evangelical Theologians (FEET) an und ist zudem Mitglied der Society of Biblical Literature (SBL).
Walter Hilbrands ist verheiratet und lebt mit seiner Familie in der Nähe von Gießen.

## Veröffentlichungen (Auswahl)
als Autor
- Heilige oder Hure? Die Rezeptionsgeschichte von Juda und Tamar (Genesis 38) von der Antike bis zur Reformationszeit. In: Contributions to biblical exegesis and theology. Band 48. Peeters Publishers, Leuven 2007, ISBN 978-90-429-1914-3 (englisch, Online).
- mit Manfred Dreytza und Hartmut Schmid: Das Studium des Alten Testaments. Eine Einführung in die Methoden der Exegese (= Bibelwissenschaftliche Monographien. 10). 2., überarb. Auflage. R. Brockhaus, Wuppertal 2007, ISBN 3-417-29471-1.

als Herausgeber
- Walter Hilbrands (Hrsg.): Sprache lieben – Gottes Wort verstehen: Beiträge zur biblischen Exegese - Festschrift für Heinrich von Siebenthal. Brunnen, Gießen 2011, ISBN 978-3-7655-9247-8.
- mit Tina Arnold und Heiko Wenzel: Herr, was ist der Mensch, dass Du Dich seiner annimmst...?: Beiträge zum biblischen Menschenbild. SCM R. Brockhaus, Wuppertal 2013, ISBN 978-3-417-29250-3.
- mit Hendrik J. Koorevaar (Hrsg.): Einleitung in das Alte Testament. Ein historisch-kanonischer Ansatz. Brunnen, Gießen 2023 (insg. 31 Autoren beteiligt), ISBN 978-3-7655-9580-6.
- Walter Hilbrands (Hrsg.): Bedeutung und Botschaft des Alten Testaments (= Edition C Bibelkommentar Altes Testament. Ergänzungsband 2), SCM R. Brockhaus, Witten 2025, ISBN  978-3-417-02044-1.

Aufsätze
- Das Verhältnis der Engel zu Jahwe im Alten Testament, insbesondere im Buch Exodus. In: The Interpretation of Exodus: Studies in Honour of Cornelis Houtman (= Riemer Roukema, Bert Jan Lietaert Peerbolte, Klaas Spronk [Hrsg.]: Contributions to biblical exegesis and theology. Band 44). Peeters Publishers, Leuven 2006, ISBN 90-429-1806-3, S. 81–96 (englisch, deutsch).
- Zur Geschichte der reformierten Kirche in Weener. In: Kirchenrat der evangelisch-reformierten Gemeinde Weener (Hrsg.): Festschrift 300 Jahre Arp-Schnitger-Orgel. H. Risius, Weener 2010, S. 63–83.
- Die Bedeutung der Struktur und Integrität des Predigerbuches für des Theologie. In: Siegbert Riecker/Julius Steinberg (Hrsg.): Das heilige Herz der Tora. Festschrift für Hendrik J. Koorevaar zu seinem 65. Geburtstag. Shaker, Aachen 2011, ISBN 978-3-8440-0584-4, S. 153–166.
- Die Länge der Schöpfungstage. Eine exegetische und rezeptionsgeschichtliche Untersuchung von jom („Tag“) in Gen 1,1-2,3. In: Biblische Notizen. N.F. 149, 2011, ISSN 0178-2967, S. 3–12.
- Het boek Genesis in recent onderzoek. In: Klaas Spronk (Hrsg.): Genesis (= Amsterdamse Cahiers voor Exegese van de Bijbel en zijn Tradities. Band 27). Uitgeverij Shaker, Maastricht 2012, ISBN 978-94-90393-21-2, S. 1–22 (niederländisch).
- De Schepping door God. In: Hendrik Koorevaar, Mart-Jan Paul (Hrsg.): Theologie van het Oude Testament. De blijvende boodschap van de Hebreeuwse Bijbel. Boekencentrum, Zoetermeer 2013, ISBN 978-90-435-3461-1, S. 159–181 (niederländisch).
- Kohelet als Frauenfeind? Eine kanonische Perspektive auf Koh 7,25–29. In: Tina Arnold, Walter Hilbrands, Heiko Wenzel (Hrsg.): „Herr, was ist der Mensch, dass du dich seiner annimmst …?“ (Ps 144,3). Beiträge zum biblischen Menschenbild. SCM R. Brockhaus, Wuppertal 2013, ISBN 978-3-417-29250-3, S. 83–96.
- Schöpfung. In: Hendrik Koorevaar, Mart-Jan Paul (Hrsg.): Theologie des Alten Testaments. Brunnen, Gießen 2016, ISBN 978-3-7655-9565-3, S. 127–146.
- „Mit Psalmen, Hymnen und Liedern“. Luthers Bedeutung für die Kirchenmusik. In: Berthold Schwarz (Hrsg.): Martin Luther – aus Liebe zur Wahrheit. VTR, Dillenburg 2016, ISBN 978-3-86353-361-8, S. 349–363.
- Motivation im Alten Testament. Motivsätze in Thora und Weisheitsliteratur. In: Philipp Bartholomä, Stefan Schweyer (Hrsg.): Mit der Bibel für die Praxis. Beiträge zu einer praktisch-theologischen Hermeneutik. Brunnen, Gießen 2017, ISBN 978-3-7655-9252-2, S. 47–57.
- Das Buch Genesis in der Forschung seit 1990. In: European Journal of Theology. Band 26/1, 2017, S. 4–14.
- „With Psalms and Hymns“. The Reformation, Music and Liturgy. In: Pierre Berthoud, Pieter J. Lalleman (Hrsg.): The Reformation. Its Roots and Its Legacy. Shaker, Eugene/OR 2017, ISBN 978-1-4982-3569-3, S. 55–73 (englisch).
- Zehn Thesen zum biblischen Schöpfungsbericht (Gen 1,1–2,3) aus exegetischer Sicht. In: Jahrbuch für Evangelikale Theologie 18, 2004, S. 7, Online als PDF
- Allgemeine und Spezielle Einleitung, Gattung, Habakuk, Prediger. In: Walter Hilbrands, Hendrik J. Koorevaar (Hrsg.): Einleitung in das Alte Testament. Ein historisch-kanonischer Ansatz. Brunnen, Gießen 2023, ISBN 978-3-7655-9580-6, S. 23–30, 221–238, 917–925, 1083–1102.
- Masora/Masoreten, Parasche, Propheten Israels, Gerhard von Rad. In: Evangelisches Lexikon für Theologie und Gemeinde. Band 3. 2. Auflage. SCM R. Brockhaus, Witten 2024, Sp. 460–462, 1271–1272, 1584–1589, 1715–1717.

Beiträge zum Wissenschaftlichen Bibellexikon im Internet
- Doxologie (AT)
- Hananja
- Kalne
- Schear-Jaschub
- Seba
- Tappuach
- Zora